# TD-1A
TD-1A ou  Thor-Delta 1A est un satellite scientifique développé par le CERS (en anglais ESRO) une des deux agences spatiales européennes qui ont précédé l'ESA. Ce satellite avait pour objectif d'effectuer un recensement exhaustif des sources stellaires des rayonnements stellaires dans le spectre de l'ultraviolet et des hautes énergies (rayons X et gamma). Le satellite a été lancé le 12 mars 1972 par une fusée américaine Delta N. Il a pu réaliser une étude quasi complète du ciel (95%) avant l'épuisement des ergols en mai 1974.

## Historique
Les principaux pays européens se dotent au début des années 1960 d'une agence spatiale commune chargée de développer des satellites scientifiques. Le CERES (en anglais ESRO) est fondé en 1964 mais dès 1961 un plan à huit ans est défini dans le cadre du livre bleu (blue book) par un groupe de travail dont les travaux sont approuvés par le Commission préparatoire européenne pour la recherche spatiale (COPERS) en 1963. Le programme prévoit à l'époque que la majeure partie des satellites construits seront des engins de petite taille pouvant être lancés par la fusée légère Scout. Mais dans le cadre de discussions ayant eu lieu par la suite, les scientifiques expriment un intérêt croissant pour des satellites de plus grande taille stabilisés trois axes que seul le lanceur moyen Thor Delta peut lancer. Le programme révisé en 1963 prévoit quatorze satellites dont quatre pouvant être lancés par la fusée Scout et quatre satellites lancés par la fusée Thor Delta (abrégés en TD). Il en résulte une augmentation significative du cout par rapport au programme initial (16%).
En 1965 le comité chargé de préparer les programmes du CERES, le LPAC, décide de faire passer à six le nombre satellites de type TD en partant de l'hypothèse que tous utiliseront une plateforme commune. La mission des quatre premiers est définie comme suit :
- TD-1 astronomie stellaire
- TD-2 astronomie solaire
- TD-3 étude de l'ionosphère
- TD-4 étude de la haute atmosphère

Toutefois ce programme se heurte à la mauvaise volonté de certains pays participants ainsi qu'aux limites du budget octroyé à l'agence et seuls TD-1 et TD-2 sont approuvés en novembre 1965 mais ne sont pas financés. Finalement début 1967 la construction de TD-1 et TD-2 peut commencer, TD-1 devant être lancé en 1972. Début 1968 le cout des deux satellites TD a doublé par rapport au cout original de 109 millions Francs et par projection la direction de l'ESRO évalue le cout final à 320 millions Francs. Finalement après de long débats le deuxième satellite TD-2, qui combine l'étude de la haute atmosphère et du Soleil, est abandonné et une partie de ses expériences ne nécessitant pas de pointage, est embarqué sur un nouveau satellite non stabilisé et donc à faible cout ESRO 4. Dès 1965 il avait été décidé que deux expériences solaires requérant un pointage seraient embarquées à bord de TD-1 au prix d'une modification de l'orbite de ce dernier.

## Caractéristiques techniques
Le satellite TD-1A est un satellite relativement massif pour l'époque (473 kg) ayant la forme d'une parallélépipède de 1 × 0,9 × 2,2 mètres. Le satellite est stabilisé 3 axes avec son axe x maintenu constamment vers le Soleil avec une précision d'une minute d'arc. À chaque orbite les instruments étudient une bande étroite de la voute céleste qui est automatiquement décalée au fur et à mesure de la rotation de la Terre autour du Soleil, permettant une observation complète du ciel en six mois.

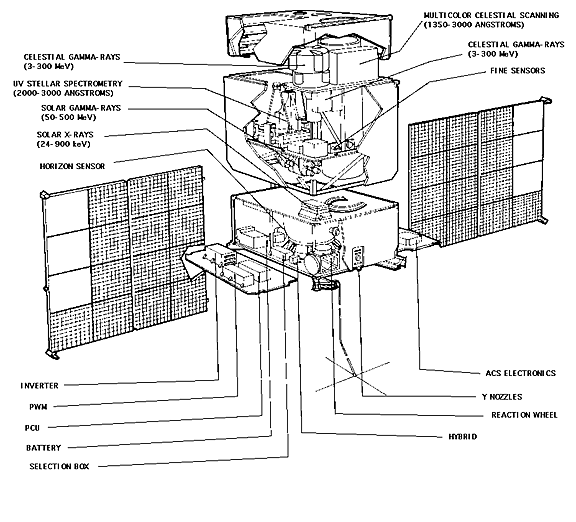
Schéma de TD-1A

### Instruments scientifiques
Le satellite embarque sept instruments scientifiques représentant une masse de 120 kg réalisés par les différents pays européens membres de l'ESRO. Cinq instruments observent le rayonnement stellaire Deux instruments sont pointés vers le Soleil pour mesurer le rayonnement X et gamma émis par le Soleil.
- Le télescope ultraviolet Stellar UV Radiation Experiment  (S-2/S-68) long de 1,4 mètre comporte un miroir d'un diamètre de 275 mm (f/3,5). IL est développé à la fois par l'université de Liège et l'University College London[6].
- Le spectromètre ultraviolet à réseau de diffraction  UV Stellar Spectrometer  (S-59) est développé par l'Université d'Utrecht[7].
- Spectrometry of Primary Charged Particles  (S-67A)[8].
- Spectrometry of Celestial X-Rays 2-30 KeV  (S-77)[9].
- Gamma-Ray Measurement (S-30)[10].

Deux instruments sont pointés vers le Soleil pour mesurer le rayonnement X et gamma émis par le Soleil.
- Linstrument Solar Gamma-Rays (S-88) observe le rayonnement dans la gamme d'énergie 50 à 500 MeV[11].
- Le Solar X-Ray Monitor étudie le rayonnement X émis par le Soleil dans les longueurs d'onde 40-300 keV[12].

## Déroulement de la mission
Le satellite TD-1A est lancé le 11 mars 1979 par une fusée Delta N depuis la base de Vandenberg (Californie). Il est placé sur une orbite héliosynchrone de 545 × 533 km avec une inclinaison de 97,6°. Le satellite maintient une orientation fixe par rapport aux étoiles avec l'axe X dirigé en permanence vers le Soleil et l'axe des instruments optiques pointé de manière perpendiculaire à l'axe X. Le satellite entame une campagne d'observation du ciel qui doit lui permettre de couvrir toute la voute céleste en six mois. Deux mois après le lancement les deux enregistreurs sur bande magnétique cessent de fonctionner. Des stations au sol sont alors mobilisées pour assurer une collecte en temps réel des données recueillies par les instruments permettant une couverture de 60%. Au bout de six mois le satellite entame une phase durant laquelle les éclipses de test sont particulièrement prolongées et TD-1A est mis en hibernation durant quatre mois. Par la suite un deuxième cycle d'observation de six mois est effectué. En mai 1974, ayant épuisé les ergols utilisés pour contrôler son orientation, le satellite TD-1A cesse ses observations. Son orbite décroit régulièrement et le 9 janvier 1980 il est détruit en effectuant sa rentrée atmosphérique.